# Chasjuri
Chasjuri (georgiska: ხაშური; Chasjuri) är en stad i centrala Georgien. Staden ligger vid floden Suramula.
Moderna Chasjuri grundades 1872 som ett blygsamt järnvägsstopp kallat "Michajlovo", efter Mikael Nikolajevitj av Ryssland. 1917 döptes staden om till Chasjuri. 1921 fick staden sin stadsstatus och mellan 1928 och 1934 hette staden Stalinisi, efter Josef Stalin. Numera är staden en del av regionen Inre Kartlien och administrativt centrum för Chasjuridistriktet.